# Conversations with Myself
 (août 2023).
Si vous disposez d'ouvrages ou d'articles de référence ou si vous connaissez des sites web de qualité traitant du thème abordé ici, merci de compléter l'article en donnant les références utiles à sa vérifiabilité et en les liant à la section « Notes et références ».
Conversations with Myself est un album du pianiste de jazz Bill Evans paru en 1963.

## Historique
Cet album, produit par Creed Taylor, a été initialement publié en 1963 par Verve Records (V/V6 8526). Il a été enregistré au studio Webster Hall à New York en 1963 (les 6, 9 et 20 février). L'ingénieur du son était Ray Hall.
Selon Peter Pettinger, Evans aurait joué pour cet album sur piano Steinway « fétiche » de Glenn Gould (celui qu'il demandait systématiquement pour ses enregistrements dans les années 1960).

## Distinctions
Cet album a été récompensé en 1964 par un Grammy Award (Best instrumental jazz performance : soloist or small group pour l'année 1963).
En 2000, il a reçu le Grammy Hall of Fame Award.

## Titres de l’album
| No | Titre                | Auteur                           | Durée |
| -- | -------------------- | -------------------------------- | ----- |
| 1. | 'Round Midnight      | Thelonious Monk, Cootie Williams | 6:33  |
| 2. | How About You ?      | Burton Lane, Ralph Freed         | 2:48  |
| 3. | Spartacus Love Theme | Alex North                       | 5:08  |
| 4. | Blue Monk            | Thelonious Monk                  | 4:32  |
| 5. | Stella by Starlight  | Victor Young, Ned Washington     | 4:50  |
| 6. | Hey There            | Richard Adler, Jerry Ross        | 4:29  |
| 7. | N.Y.C.'s : No Lark   | Bill Evans                       | 5:34  |
| 8. | Just you, Just Me    | Jesse Greer, Raymond Klages      | 2:35  |

Titres additionnels pour les rééditions en cd :
| No  | Titre          | Auteur                       | Durée |
| --- | -------------- | ---------------------------- | ----- |
| 9.  | Bemsha Swing   | Denzil Best, Thelonious Monk | 2:54  |
| 10. | A sleepin' Bee | Harold Arlen, Truman Capote  | 4:10  |

## Personnel
- Bill Evans : piano en re-recording - 3 pistes, sauf sur Blue Monk : 2 pistes uniquement.

## Analyse
(août 2023).
- Si vous ne connaissez pas le sujet, laissez ce bandeau (vous pouvez alors contacter les auteurs).
- Si vous supprimez le contenu mis en cause (vous pouvez préalablement contacter les auteurs),

argumentez précisément cette suppression dans la page de discussion
(un manque de référence n'est pas un argument ; une recherche réelle de référence doit avoir été effectuée, être formellement documentée).
Cet album a été enregistré en utilisant la technique de l'overdubbing. On peut entendre « 3 Bill Evans » (l'Evans du canal gauche, celui du canal droit et celui du milieu) conversant entre eux (d'où le titre). Le « premier Evans » (celui de la première prise) joue la piste de base, le « second Evans » improvise un commentaire à ce qui a été joué sur la piste de base et le « troisième Evans » improvise un commentaire au commentaire.
Evans enregistrera 2 autres albums en utilisant la même technique, Further conversations with myself (Verve, 1967) puis New conversations (Warner Bros, 1978).
On remarquera que, pour cet album, des légères variations de vitesses de déroulement des bandes lors des ré-enregistrements ont produit un effet un peu désagréable. On a parfois l'impression d'entendre des pianos non accordés entre eux (presque 1/4 de ton par moments).
Le répertoire est composé de :
- Standards de jazz issus de chansons de comédies musicales de Broadway : How About You ?, Hey There...
- Deux thèmes issus de musique de films : Spartacus Love Theme (une valse écrite par Alex North pour le film de Stanley Kubrick) et Stella by Starlight (écrit par Victor Young pour la musique du film La Falaise mystérieuse de Lewis Allen. Ce thème était déjà devenu, dès le début des années 1950, un standard de jazz)
- Trois thèmes de Thelonious Monk, auxquels on pourrait ajouter Just You, Just Me (la composition Evidence de Monk est construite sur la même grille harmonique).
- Une composition de Bill Evans : N.Y.C.'s : No Larks (le titre est une anagramme du nom pianiste Sonny Clark, décédé en janvier 1963, quelques semaines avant cet enregistrement), un morceau modal construit sur des ostinati de piano (6 blocs modaux : la m76 - ré m7 - do M7 - fa M7 - si m75 - la m76). Evans a écrit les ostinati qu'il joue sur la première prise mais totalement improvisé ce qu'il joue sur les prises 2 et 3.